# I’m Real/I’m Real (Murder Remix)
I’m Real – singel amerykańskiej piosenkarki Jennifer Lopez, który pochodzi z albumu J. Lo. Twórcami piosenki są Ja Rule, Jennifer Lopez, Troy Oliver, Cory Rooney i Leshan David Lewis, a producentami są Irv Gotti i 7 Aurelius.

## Listy utworów
CD 1
1. „I’m Real” (Murder Remix featuring Ja Rule)
2. „I’m Real” (Radio Edit)
3. „I’m Real” (Dezrok Club Mix)
4. „I’m Real” (Dreem Teem Master)
5. „I’m Real” (Pablo Flores Club Mix)
6. „I’m Real” (André Betts Remix)

CD 2
1. „I’m Real” (Murder Remix featuring Ja Rule)
2. „I’m Real” (Radio Edit)
3. „I’m Real” (Dezrok Vocal Radio Edit)
4. „I’m Real” (Dreem Teem UK Garage Mix)
5. „I’m Real” (DMD Strong Club)
6. „I’m Real” (Pablo Flores Euro-Dub)

I’m Real (Murder Remix) – remiks piosenki „I’m Real” w którym gościnnie wystąpił Ja Rule. Piosenka znalazła się na płytach J. Lo (Special Edition), J. Lo (UK, Australian & Portugese Edition), J to tha L-O!: The Remixes oraz Pain Is Love. Twórcami utworu są Jennifer Lopez, Troy Oliver, Cory Rooney, L.E.S., Jeffrey Atkins, Irv Gotti i Rick James.

## Pozycje na listach przebojów
| Lista (2001)                           | Najwyższa pozycja |
| -------------------------------------- | ----------------- |
| Ö3 Austria Top 40                      | 25                |
| Belgian Ultratop 50 Singles (Flandria) | 8                 |
| Belgian Ultratop 40 Singles (Walonia)  | 5                 |
| Canadian Singles Chart                 | 6                 |
| Dutch Top 40                           | 3                 |
| European Hot 100 Singles               | 9                 |
| Finnish Singles Chart                  | 16                |
| German Singles Chart                   | 11                |
| Irish Singles Chart                    | 13                |
| Italian FIMI Singles Chart             | 16                |
| Latvian Airplay Top 30                 | 17                |
| New Zealand RIANZ Singles Chart        | 3                 |

| Lista (2001)                         | Najwyższa pozycja |
| ------------------------------------ | ----------------- |
| Norwegian Singles Chart              | 4                 |
| Swedish Singles Chart                | 8                 |
| Swiss Singles Chart                  | 6                 |
| UK Singles Chart                     | 4                 |
| U.S. Billboard Hot 100               | 1                 |
| U.S. Billboard Hot R&B/Hip-Hop Songs | 2                 |
| Lista (2002)                         | Najwyższa pozycja |
| Australian ARIA Singles Chart        | 3                 |
| Danish Singles Chart                 | 8                 |
| French SNEP Singles Chart            | 3                 |